# Altichiero
Altichiero da Verona (ok. 1330 - ok. 1390), imenovan tudi Aldighieri da Zevio, je bil italijanski slikar gotskega sloga.
Privrženec Giotta, je Altichiero zaslužen za ustanovitev šole Veronese. Delal je v Veroni in Padovi - njegova dela so ohranjena v cerkvi Sant'Anastasia v Veroni ter v baziliki Sant'Antonio in Oratoriju di San Giorgio v Padovi (kjer je zasluge za to delo na splošno delil Jacopo d 'Avanzi, o katerem je malo znanega).
Altichiero se je verjetno rodil nekje v bližini Zevia. Postal je pomemben član gospodinjstva della Scala in okoli leta 1364 je v palači della Scala v Sali del Podestà naslikal vrsto fresk, ki so nastale po Juovskih vojnah Jožefa Flavija.
Njegove freske so v baziliki svetega Antona Padovanskega. V sodelovanju z D'Avanzo Veronesejem je freskopisal kapelo svetega Jakoba, za kar je prejel 792 dukatov. Prvih sedem fresk o življenju svetega Jakoba starejšega je naslikal Altichiero.
Zadnji zapis o Altichieru je padovanski arhivski dokument iz septembra 1384. Takrat je bil v Veroni ali je kmalu šel tja. Firentinski umetnostni zgodovinar Giorgio Vasari je vir tradicije, da se je Altichiero po delu v Padovi vrnil v Verono.

## Drugi viri
- Farquhar, Maria (1855).  Ralph Nicholson Wornum (ur.). Biographical catalogue of the principal Italian painters. Woodfall & Kinder, Angel Court, Skinner Street, London; Digitized by Googlebooks from Oxford University copy on Jun 27, 2006. str. 234.